# 963
963(구백육십삼)은 962보다 크고 964보다 작은 자연수다.

## 수학
- 합성수로, 그 약수는 1, 3, 9, 107, 321, 963이다. 진약수의 합은 441이므로, 963은 부족수다.
- 89 이하의 모든 소수(素數)의 합이다.

## 과학·기술
- NGC 963(독일어판, 프랑스어판): 고래자리 방향에 있는 불규칙 왜소은하.
- 963 이두베르가(영어판): 소행성.
- 포르쉐 963(영어판): 포르쉐의 레이싱카.

## 문화유산
- 대한민국의 보물 제963호: 대방광원각략소주경 권하

## 방송
- AM 963kHz: KBS 제1라디오 안동 송신소, 아라 송신소의 주파수.

## 기타
- 연도: 963년, 기원전 963년
- 호두를 뜻하는 일본어 단어 ‘쿠루미(くるみ)’, 산리오의 캐릭터 ‘쿠로미’의 숫자 고로아와세.
- 963(일본어판): 일본의 여성 아이돌 유닛.